# Никитский, Николай Борисович
Никитский Николай Борисович (род. 1947) — русский энтомолог, специализирующийя на изучении жуков, заведующий отделением колеоптерологии Научно-исследовательского зоологического музея МГУ, профессор, доктор биологических наук.

## Биография
Родился 31 августа 1947 года в Москве. В 1969 году окончил биолого-почвенный факультет Московский государственный университет по специальности «энтомология». В 1975 году защитил кандидатскую диссертацию по теме «Морфология и экология хищных и других сопутствующих короедам насекомых северо-западного Кавказа». В 1980 году получил звание доцента. В 1995 году стал доктором биологических наук (тема докторской диссертации: «Основные комплексы жесткокрылых-ксилобионтов и их региональная специфика»).
С 1982 года начал работать в Зоологическом музее МГУ. Возглавляет Отделение колеоптерологии и является главным куратором коллекции жуков Музея, которая включает около 2,5 миллиона экземпляров, среди которых 2 500 типовых экземпляров.

## Научная деятельность
Является членом Международного колеоптерологического общества с 1991 года, членом секции наземных беспозвоночных Межведомственной комиссии по Красной книге России с 1994 года и членом Нью-Йоркской академии наук.
Является специалистом по систематике, филогении, экологии и зоогеографии большого комплекса семейств жуков, относящихся к надсемействам Cucujoidea и Tenebrionoidea. Основные исследования связаны с изучением крупной и практически важной группы жесткокрылых насекомых-ксилобионтов, в частности вредителей леса и их энтомофагов. Провел несколько ревизий ряда семейств жуков в объёме мировой фауны, установил и описал три новых для науки семейств (Decliniidae, Ischaliidae, Pilipalpidae). Является автором более чем 115 научных работ, среди которых 6 монографий. Описал более 100 новых для науки видов и 15 новых родов жесткокрылых.

### Важнейшие публикации
- Морфология личинки Sphaerites glabratus F. и филогения Histeroidea // Зоол. журн. — 1976 в, Т. LV, Вып. 4 — С. 531—537.
- Личинки жуков-узкотелок (Col., Colydiidae) Европейской части и Кавказа, с замечаниями по систематике семейства. Сообщение 1 // Зоол. журн.- 1980 а, Т LIX, Вып.6 — С. 1040—1053 (в соавт. с В. В. Беловым).
- Личинки жуков узкотелок (Col., Colydiidae) Европейской части и Кавказа, с замечаниями по систематике семейства. Сообщение 2 // Зоол. журн.- 1981, Т. LIX, Вып.9 — С. 1328—1333 (в соавт. с В. В. Беловым).
- The falske darkling beetle genus Lederia Rtt. (Coleoptera, Melandryidae) // Folia entomol. hung — 1982 a, Vol. 43 — P. 111—123. (в соавт. с V.V.Вelov).
- The falske darkling beetle genus Microscapha LeC. (Col., Melandryidae) // Ann. hist. nat. Mus. Nat. Hung. — 1982 b, Vol. 84 — P. 140—151 (в соавт. c V.V.Belov).
- Раздел «Насекомые» // Красная книга РСФСР.- М.: Россельхозиздат — 1983 г — С. 408—448 (в соавт. с Г. Н. Горностаевым, А. В. Свиридовым, Д. В. Панфиловым).
- Жесткокрылые семейств Colydiidae и Corylonidae Дальнего Востока // Труды Зоомузея МГУ.- М., 1985 г, Т. XXIII — С. 3-25.
- Жесткокрылые семейств Tetratomidae и Cephaloidae восточной Палеарктики // Труды Зоомузея МГУ.- М., 1985 д, Т. XXIII — С. 26-37.

Семейство Pilipalpidae, stat. nov. (Coleoptera, Heteromera), его состав и таксономические связи // Зоол. журн.- 1986 а, Т. LXV, Вып. 8 — С. 1178—1190.
- Жесткокрылые подсемейств Monotominae и Thioninae (Col., Rhizophagidae) Дальнего Востока СССР // Зоол. журн.- 1986 б, Т. LXV, Вып. 10 — С. 1622—1630.
- Насекомые Красной книги СССР.- М.: Педагогика, 1987 а,- 175 С. (монография) (в соавт. с А. В. Свиридовым).
- Жесткокрылые семейства Derodontidae восточной Палеарктики // Бюлл. МОИП — 1987 б, Т. 92, Вып. 4 — С. 31-36.
- Жесткокрылые семейств Tetratomidae и Melandryidae Дальнего Востока СССР // Труды Зоол. музея МГУ.- М., 1989 б, Т. 27 — С. 3-87.
- Жуки-грибоеды фауны России и сопредельных стран.- М.: изд. МГУ — 1993 б — 183 С. (монография).
- Виды рода Ischalia Pasc. (Col., Ischaliidae) Дальнего Востока СССР // Зоол. журн. — 1994, Т. LXXII, Вып. 6 — С. 33-39.
- A new family, Decliniidae, from the Russian Far East and its taxonomic relationships (Coleoptera, Polyphaga) // Russ. Entomol. J. — 1993, Vol. 2, N. 5/6 — P. 3-10.(в соавт. с J.F.Lawrence, A.G.Kirejtschuk, V.G.Gratchev).
- Phylogenetic position of Decliniidae (Coleoptera, Scirtoidea) and comments on the classification of Elateriformia (sensu lato) // Biology, *Phylogeny and Classification of Coleoptera. Papers Celebrating the 80th Birthday of Roy A.Crowson. — Warszawa — 1995 — P. 374—410. (в соавт. с J.F.Lawrence, A.G.Kirejtshuk)
- Новые виды жуков-грибовиков (Coleoptera, Erotylidae) c Дальнего Востока России с замечаниями по распространению и биологии других видов. //Зоол. журн. — 1995, т. LXXIV, — вып.6 — С. 83-92 (в соавт. с А. В. Компанцевым).
- Жестокрылые — ксилобионты, мицетобионты и пластинчатоусые Приокско-Террасного биосферного заповедника (с обзором фауны этих групп Московской области) // Сб. трудов Зоол. музея МГУ. Том 36. М., МГУ, 1996. 197 с. (в соавт. с И. Н. Осиповым, М. В. Чемерисом, В. Б. Семеновым, А. А. Гусаковым)
- Жесткокрылые — ксилобионты, мицетобионты и пластинчатоусые Приокско-Террасного биосферного заповедника (с обзором фауны этих групп Московской области). Дополнение 1 (с замечаниями по номенклатуре и систематике некоторых жуков Melandryidae мировой фауны) // Сб. трудов *Зоол. музея МГУ. Том 36, дополнение 1. М., МГУ, 1998. 61 с. (в соавт. с В. Б. Семеновым и М. М. Долгиным)
- N.B.Nikitsky 1998. Generic classification on the beetle family Tetratomidae (Coleoptera, Tenebrionoidea) of the world, with description of new taxa. Pensoft. Ser. Faunistica N9:1-80 (монография на английском языке).
- Ижевский С. С., Никитский Н. Б., Волков О. Г., Долгин М. М. Иллюстрированный справочник жуков-ксилофагов — вредителей леса и лесоматериалов Российской Федерации. Тула: «Гриф и К.», 2005. 220 стр.
- Никитский Н. Б., Бибин А. Р., Долгин М. М. Ксилофильные жесткокрылые Кавказского государственного природного биосферного заповедника и сопредельных территорий. Сыктывкар, 2007. 254 с.
- Татаринова А. Ф., Никитский Н. Б., Долгин М. М. Усачи, или дровосеки. СПб.: Наука, 2007. 304 с. (Фауна европейского северо-востока России. Т. 8. Ч. 2).